# Élections législatives de 1993 en Martinique
Les élections législatives françaises de 1993 se déroulent les 21 et 28 mars. Dans le département de la Martinique, quatre députés sont à élire dans le cadre de quatre circonscriptions.

## Élus
| Circonscription | Député sortant             | Parti | Parti                      | Député élu ou réélu | Parti | Parti         |
| --------------- | -------------------------- | ----- | -------------------------- | ------------------- | ----- | ------------- |
| 1re             | Guy Lordinot               |       | Divers gauche (Maj. prés.) | Anicet Turinay      |       | Divers droite |
| 2e              | Claude Lise                |       | PPM                        | Pierre Petit        |       | RPR           |
| 3e              | Aimé Césaire               |       | PPM                        | Camille Darsières   |       | PPM           |
| 4e              | Maurice Louis-Joseph-Dogué |       | FSM                        | André Lesueur       |       | RPR           |

## Résultats

### Résultats à l'échelle du département
| Parti          | Parti                                  | Premier tour | Premier tour | Second tour | Second tour | Sièges |
| Parti          | Parti                                  | Voix         | %            | Voix        | %           | Sièges |
| -------------- | -------------------------------------- | ------------ | ------------ | ----------- | ----------- | ------ |
|                | Rassemblement pour la République       | 20 688       | 20,78        | 35 651      | 30,64       | 2      |
|                | Divers droite                          | 13 837       | 13,90        | 16 208      | 13,93       | 1      |
|                | Union pour la démocratie française     | 9 161        | 9,20         | 8 549       | 7,35        | 0      |
|                | Union pour la France                   | 43 686       | 43,87        | 60 408      | 51,92       | 3      |
|                |                                        |              |              |             |             |        |
|                | Parti progressiste martiniquais        | 20 613       | 20,70        | 25 358      | 21,79       | 1      |
|                | Divers gauche (Maj. prés.)             | 9 504        | 9,55         | 12 679      | 10,90       | 0      |
|                | Fédération socialiste de la Martinique | 7 405        | 7,44         |             |             | 0      |
|                | Alliance des Français pour le progrès  | 37 522       | 37,68        | 38 037      | 32,69       | 1      |
|                |                                        |              |              |             |             |        |
|                | Mouvement indépendantiste martiniquais | 11 327       | 11,38        | 17 912      | 15,39       | 0      |
|                | Parti communiste martiniquais          | 4 879        | 4,90         |             |             | 0      |
|                | Combat ouvrier                         | 1 976        | 1,98         | 0           |             |        |
|                | Front national                         | 180          | 0,18         | 0           |             |        |
|                |                                        |              |              |             |             |        |
| Inscrits       | Inscrits                               | 231 574      | 100,00       | 231 454     | 100,00      | 4      |
| Abstentions    | Abstentions                            | 122 498      | 52,9         | 107 719     | 46,54       |        |
| Votants        | Votants                                | 109 076      | 47,1         | 123 735     | 53,46       |        |
| Blancs et nuls | Blancs et nuls                         | 9 506        | 8,72         | 7 378       | 5,96        |        |
| Exprimés       | Exprimés                               | 99 570       | 91,28        | 116 357     | 94,04       |        |

### Résultats par circonscription

#### Première circonscription (La Trinité)
| Candidat       | Candidat             | Parti                      | Premier tour | Premier tour | Second tour | Second tour |  |
| Candidat       | Candidat             | Parti                      | Voix         | %            | Voix        | %           |  |
| -------------- | -------------------- | -------------------------- | ------------ | ------------ | ----------- | ----------- |  |
|                | Anicet Turinay élu   | Divers droite (UPF)        | 11 394       | 49,19        | 16 208      | 56,11       |  |
|                | Guy Lordinot sortant | Divers gauche (Maj. prés.) | 6 488        | 28,01        | 12 679      | 43,89       |  |
|                | Siméon Salpétrier    | FSM                        | 3 424        | 14,78        |             |             |  |
|                | Fernand Papaya       | PCM                        | 920          | 3,97         |             |             |  |
|                | Marcel Thelcide      | CO                         | 691          | 2,98         |             |             |  |
|                | Roger Bechumeur      | Divers droite              | 248          | 1,07         |             |             |  |
|                |                      |                            |              |              |             |             |  |
| Inscrits       | Inscrits             | Inscrits                   | 51 038       | 100,00       | 51 037      | 100,00      |  |
| Abstentions    | Abstentions          | Abstentions                | 25 582       | 50,12        | 20 600      | 40,36       |  |
| Votants        | Votants              | Votants                    | 25 456       | 49,88        | 30 437      | 59,64       |  |
| Blancs et nuls | Blancs et nuls       | Blancs et nuls             | 2 291        | 9            | 1 550       | 5,09        |  |
| Exprimés       | Exprimés             | Exprimés                   | 23 165       | 91           | 28 887      | 94,91       |  |

#### Deuxième circonscription (Saint-Pierre)
| Candidat       | Candidat                | Parti          | Premier tour | Premier tour | Second tour | Second tour |  |
| Candidat       | Candidat                | Parti          | Voix         | %            | Voix        | %           |  |
| -------------- | ----------------------- | -------------- | ------------ | ------------ | ----------- | ----------- |  |
|                | Pierre Petit élu        | RPR (UPF)      | 12 728       | 52,55        | 15 185      | 52,57       |  |
|                | Claude Lise sortant     | PPM            | 9 522        | 39,31        | 13 699      | 47,43       |  |
|                | Daniel Marie-Sainte     | MIM            | 971          | 4,01         |             |             |  |
|                | Roger Barbe             | Divers droite  | 659          | 2,72         |             |             |  |
|                | Philippe Pierre-Charles | CO             | 341          | 1,41         |             |             |  |
|                |                         |                |              |              |             |             |  |
| Inscrits       | Inscrits                | Inscrits       | 53 691       | 100,00       | 53 740      | 100,00      |  |
| Abstentions    | Abstentions             | Abstentions    | 28 048       | 52,24        | 23 834      | 44,35       |  |
| Votants        | Votants                 | Votants        | 25 643       | 47,76        | 29 906      | 55,65       |  |
| Blancs et nuls | Blancs et nuls          | Blancs et nuls | 1 422        | 5,55         | 1 022       | 3,42        |  |
| Exprimés       | Exprimés                | Exprimés       | 24 221       | 94,45        | 28 884      | 96,58       |  |

#### Troisième circonscription (Fort-de-France)
| Candidat       | Candidat                    | Parti          | Premier tour | Premier tour | Second tour | Second tour |  |
| Candidat       | Candidat                    | Parti          | Voix         | %            | Voix        | %           |  |
| -------------- | --------------------------- | -------------- | ------------ | ------------ | ----------- | ----------- |  |
|                | Camille Darsières élu       | PPM            | 6 872        | 34,86        | 11 659      | 57,69       |  |
|                | Marie-Alice André-Jaccoulet | UDF (UPF)      | 4 562        | 23,14        | 8 549       | 42,31       |  |
|                | Georges Erichot             | PCM            | 3 959        | 20,08        |             |             |  |
|                | Jean Crusol                 | FSM            | 1 615        | 8,19         |             |             |  |
|                | Marc Pulvar                 | MIM            | 1 581        | 8,02         |             |             |  |
|                | Ghislaine Joachim-Arnaud    | CO             | 944          | 4,79         |             |             |  |
|                | Huguette Fatna              | FN             | 180          | 0,91         |             |             |  |
|                |                             |                |              |              |             |             |  |
| Inscrits       | Inscrits                    | Inscrits       | 49 046       | 100,00       | 48 871      | 100,00      |  |
| Abstentions    | Abstentions                 | Abstentions    | 26 971       | 54,99        | 26 594      | 54,42       |  |
| Votants        | Votants                     | Votants        | 22 075       | 45,01        | 22 277      | 45,58       |  |
| Blancs et nuls | Blancs et nuls              | Blancs et nuls | 2 362        | 10,7         | 2 069       | 9,29        |  |
| Exprimés       | Exprimés                    | Exprimés       | 19 713       | 89,3         | 20 208      | 90,71       |  |

#### Quatrième circonscription (Le Marin)
| Candidat       | Candidat            | Parti                      | Premier tour | Premier tour | Second tour | Second tour |  |
| Candidat       | Candidat            | Parti                      | Voix         | %            | Voix        | %           |  |
| -------------- | ------------------- | -------------------------- | ------------ | ------------ | ----------- | ----------- |  |
|                | Alfred Marie-Jeanne | MIM                        | 8 775        | 27,02        | 17 912      | 46,67       |  |
|                | André Lesueur élu   | RPR                        | 7 960        | 24,51        | 20 466      | 53,33       |  |
|                | Yves Juston         | UDF (AD)                   | 4 599        | 14,16        |             |             |  |
|                | Édouard de Lépine   | PPM                        | 4 219        | 12,99        |             |             |  |
|                | Raymond Occolier    | FSM                        | 2 366        | 7,29         |             |             |  |
|                | Olga Delbois        | Divers gauche (Maj. prés.) | 2 315        | 7,13         |             |             |  |
|                | Philippe Petit      | Divers droite              | 1 369        | 4,22         |             |             |  |
|                | Serge Burnet        | Divers gauche              | 700          | 2,16         |             |             |  |
|                | Patrice Charles     | Divers droite              | 167          | 0,51         |             |             |  |
|                | Jean-Pierre Élise   | Divers gauche              | 1            | 0            |             |             |  |
|                |                     |                            |              |              |             |             |  |
| Inscrits       | Inscrits            | Inscrits                   | 77 799       | 100,00       | 77 806      | 100,00      |  |
| Abstentions    | Abstentions         | Abstentions                | 41 897       | 53,85        | 36 691      | 47,16       |  |
| Votants        | Votants             | Votants                    | 35 902       | 46,15        | 41 115      | 52,84       |  |
| Blancs et nuls | Blancs et nuls      | Blancs et nuls             | 3 431        | 9,56         | 2 737       | 6,66        |  |
| Exprimés       | Exprimés            | Exprimés                   | 32 471       | 90,44        | 38 378      | 93,34       |  |